# Eygló Ósk Gústafsdóttir
Eygló Ósk Gústafsdóttir (Reykjavík, 1º febbraio 1995) è una nuotatrice islandese.

## Carriera
Specializzata nel dorso, ha rappresentato l'Islanda in numerose manifestazioni internazionali. Ai Giochi dei piccoli stati d'Europa, a cui ha preso parte regolarmente dal 2013, ha collezionato 14 ori, 2 argenti ed 1 bronzo. Ha altresì preso parte ai Giochi olimpici di Londra 2012 e di Rio de Janeiro 2016, dove ha raggiunto la finale. Nel marzo 2015, ha centrato la qualificazione olimpica grazie ad un tempo di 2'09"86 nei 200 metri dorso, stabilendo un nuovo record islandese (il precedente era già suo) e dell'arte nord-europea.

## Palmarès
| Anno | Manifestazione      | Sede           | Evento     | Risultato | Prestazione | Note |
| ---- | ------------------- | -------------- | ---------- | --------- | ----------- | ---- |
| 2012 | Giochi olimpici     | Londra         | 100m dorso | 32ª (q)   | 1'02"40     |      |
| 2012 | Giochi olimpici     | Londra         | 200m dorso | 20ª (q)   | 2'11"31     |      |
| 2015 | Europei vasca corta | Netanya        | 100m dorso | Bronzo    | 57"42       |      |
| 2015 | Europei vasca corta | Netanya        | 200m dorso | Bronzo    | 2'03"53     |      |
| 2016 | Giochi olimpici     | Rio de Janeiro | 200m dorso | 8ª        | 2'09"44     |      |